# نوخاششي

موقع نوخاششي في سوريا

كانت نوخاششي (بالإنجليزية: Nuhašše)‏ (أيضا نوخاششا (بالإنجليزية: Nuhašša)‏) منطقة في شمال غرب سوريا ازدهرت في الألفية الثانية قبل الميلاد. وكانت فيدرالية يحكمها ملوك مختلفون تعاونوا ولربما كان لديهم ملك كبير. انتقل نوخاششي بين القوى المختلفة في المنطقة مثل مصر القديمة وميتاني والحثيين. تمردت المنطقة ضد الحيثيين مما أدى إلى قيام الملك الحيثي سابيليوليوما الأول بمهاجمة المنطقة وضمها.

## الاسم والحدود والمجتمع
يعتبر الاسم «نوخاششي» (بالإنجليزية: Nuhašše)‏ اسما ساميا يعني «غني» أو «مزدهر». امتدت نوخاششي من وادي الفرات في الشرق إلى نهر العاصي في الغرب بين حمث في الجنوب وحلب في الشمال. لم تشمل المنطقة مملكة إيبلا، وفصلها عن نهر الفرات كل من مدن إيمار و أشتاتا. في الغرب، لم تصل إلى نهر العاصي إلا إذا اشتملت على منطقة مملكة نيا، ويعتبر هذا الأمر محل نقاش بين المؤرخين. كانت تسمى المدينة الرئيسية «أوغولزات» (بالإنجليزية: Ugulzat)‏ (ربما تكون خان شيخون الحديثة). تذكر النصوص الحيثية «ملوك نوخاششي»، مشيرة إلى أن المنطقة كانت تتكون من عدد من الممالك الصغيرة التي ربما تكون قد شكلت اتحادًا كونفدراليًا. تولى أحد الملوك دور «أول النظراء» (باللاتينية: primus inter pares)، وعاش في «أوغولزات».
كان غالبية السكان في النصف الثاني من الألفية الثانية قبل الميلاد من الساميين الغربيين السامي، بينما كانت الطبقات الحاكمة من الحوريين. كانت اللغة الدبلوماسية المستخدمة في المنطقة عبارة عن شكل حراني من اللغة الأكدية حيث تظهر السمات الحورية في كل جملة أكدية على ألواح مكتوبة بلغة نوخاششي. تشكل العناصر الحورية حوالي خُمُس الجملة. يتضمن تتويج الملك بمسح رأسه بالزيت، وهي ممارسة شائعة في ممالك العصر البرونزي في غرب آسيا.

## تاريخ

### العصر البرونزي الأوسط
يظهر اسم نوخاششي في نص ثنائي اللغة حيثي-حوري (يُسمى أغنية الإصدار) والذي تم نسخه من أصل حوري يرجع تاريخه إلى عام 2000 قبل الميلاد. في النص الحوري، كانت نوخاششي حليفًا وثيقًا لمملكة إيبلا. تم ذكر المنطقة أيضًا في أرشيف مملكة ماري وأرشيف ألالاخ، لكنها لم تحدد كيانًا موحدًا سياسيًا. كانت المناطق الشمالية من نوخاششي في زمن ماري تحت سيطرة مملكة يمحاض بينما كانت المناطق الجنوبية تابعة لقطنا.

### أواخر العصر البرونزي
ضم الفرعون المصري تحتمس الثالث المنطقة في القرن الخامس عشر قبل الميلاد، وأصبحت المنطقة بعدها تحت سيطرة مملكة ميتاني.
ذكرت معاهدة حيثية تعود إلى عهد الملك الحيثي مواتالي الثاني في القرن الثالث عشر قبل الميلاد الخلافات الحدودية السابقة بين نوخاششي وحلب، حيث طلب سكان نوخاششي من ملك ميتاني التدخل؛ شن الملك حملة على حلب وأعطى الأراضي المتنازع عليها إلى نوخاششي. تذكر المعاهدة أن أهالي حلب ارتكبوا مخالفة ضد ملك حيثي يدعى خاتوشيلي الثاني وقدم أهالي نوخاششي التماسا إلى الأول من أجل مناطق تابعة لحلب. وافق الحثيون على طلب نوخاششي. تاريخ الخلافات الحدودية التي تدخل فيها الحيثيون مرتبط بتاريخ الملك المسمى خاتوشيلي ولكن هوية ذلك الملك غامضة ولكن كان من الممكن أن يكون ملكًا مشاركًا للملك الحيثي أرنوواندا الأول في أوائل القرن الرابع عشر قبل الميلاد.
يكشف أرشيف رسائل تل العمارنة أن نوخاششي كانت متورطة أيضًا في نزاعات إقليمية مع جارتها مملكة أمورو. أصبحت المنطقة تعرف باسم لواش في العصر الحديدي.
| الملك       | فترة الحكم | ملاحظات                   |
| ----------- | ---------- | ------------------------- |
| تاكو        |            | توجه الفرعون تحتمس الثالث |
| شاروبشي     |            |                           |
| أداد-نيراري |            |                           |
| تيتي        |            |                           |